# Station Downham Market
Downham Market is een spoorwegstation van National Rail in Downham Market, King's Lynn en West Norfolk in Engeland. Het station is eigendom van Network Rail en wordt beheerd door Govia Thameslink Railway. Het station is geopend in 1846.